# Eucalymnatus scutigerus
Eucalymnatus scutigerus är en insektsart som beskrevs av Costa Lima 1930. Eucalymnatus scutigerus ingår i släktet Eucalymnatus och familjen skålsköldlöss. Inga underarter finns listade i Catalogue of Life.